# Route nationale 96 (Algérie)
Pour les articles homonymes, voir N96 et Route nationale 96.
La route nationale 96 N96 en Algérie est une route qui permet de relier Sidi Bel Abbes au port de Beni Saf en passant par Ain Témouchent.

## Historique
La route nationale 96 est créée en 1980 à partir du W10 entre la N7 près de Sidi Bel Abbes et Ain Témouchent, puis le W59 jusqu'au croisement de la route qui mène vers la plage de Sassel et celle de Beni Saf, puis le W20 jusqu'au centre-ville de Beni Saf.

## Paysages
La route débute dans la plaine de la Mekerra avant de monter vers les monts du Tessala pour redescendre jusqu'à la ville de Ain Témouchent dont elle traverse la plaine agricole jusqu'à l'embouchure de l'oued Meknaissia au niveau de la page Sidi Djelloul avant de continuer plein ouest vers le port de Beni Saf.

## Parcours
- Croisement N7 à 4km au sud de Sidi Lahcene (km 0)
- Croisement chemin vers L'Habra et Sidi Khaled (km 1,4)
- Rond-point sortie no 64 de l'A3 (km 8,2)
- Sidi Ali Boussidi, croisement W78 vers Lamtar et Ain Kada (km 10,7)
- Croisement chemin vers Sidi Yacoub (km 5,8)
- Sidi Daho, croisement W55 vers Tessala et Sid Ahmed Cherif (km 18,5)
- Croisement W61 (km 24,6)
- Aoubellil, croisement chemin vers Oued Berkeche (km 27,5)
- Croisement W53 vers Sidi Abdelli (km 37,2)
- Aghlal (km 38)
- Croisement W72 vers Ain Kihal km 39,7)
- Ain Témouchent, croisement N101 vers Sidi Bel Abbes ((km 53,2)
- Ain Témouchent, croisement N2 vers Tlemcen ((km 53,4)
- Ain Témouchent, croisement N2 vers Oran ((km 54,3)
- Croisement N35A évitement ouest de Ain Témouchent ((km 55,6)
- Sidi Ben Adda, croisement W59A (km 58,2)
- Croisement N96A vers El Amria (km 65,8)
- Croisement W59 vers la plage El Hillal (km 66,4)
- Croisement chemin vers la place Sidi Djeloul (km 70,6)
- Ouled Boudjemaa (km 77,9)
- Beni Saf, croisement W10B vers Ain Larebaa (km 78,7)
- Beni Saf, croisement W10 vers Ain Tolba (km 81,6)
- Beni Saf, croisement N22 (km 82)